# 王定宇
王定宇（1969年3月5日—），中華民國政治人物，民主進步黨籍，現任臺南市第六選舉區立法委員，2016年以全國最高票之姿當選後連任至今，其票數紀錄至今在臺南無人能破；曾任民進黨中央常務執行委員、臺南市議會民進黨黨團總召集人、省轄市時期十五、十六屆議員、第一屆直轄市議員。於2024年第三度被中共中央台湾工作办公室列入“台独”顽固分子名單。
曾為施明德（美麗島系）辦公室主任、前正義連線成員，亦曾為福利國連線謝系及一邊一國連線成員，現為海派（湧言會）及英系成員。

## 家庭背景及教育
王定宇出生於臺灣桃園縣，父親王德才來自海南。生前為中華民國陸軍士官長、欣欣客運司機、工廠廚師，母親為臺南麻豆人。曾就讀桃園縣平鎮鄉忠貞國民小學、桃園縣立中壢國民中學，畢業於臺灣省立武陵高級中學，成大外文系(1991年畢業)。學生時代開始參與學運，曾任學生會會長。
王定宇2008年獲得成大高階管理碩士學位(EMBA)，2019年以《我國推動募兵制關鍵成功因素之探討》取得國立臺北大學企業管理學系博士，指導教授為現任國立臺北大學商學院院長陳宥杉特聘教授及張惠真教授。

## 早期工作
王定宇1990年代起活躍於民主進步黨在臺南市的基層活動。1996年擔任立法委員施明德辦公室主任。1997至1998年，任職臺南市麗來百貨公司商場規劃暨行銷顧問。1998至1999年間，為「新青年工作隊」總監。1999至2000年擔任國民大會代表黃昭凱辦公室主任。2000至2001年，擔任民進黨臺南市黨部執行長
王定宇1994年起在南都廣播電台擔任節目主持人。他主持《青春Formosa》節目至2004年，並自1995年起陸續主持有《法律時間》、《黃昏的故鄉》、《我愛台灣》、《臺灣人俱樂部》。1996至1997年，主持古都電台流行、有線電視《大紅娘小佳偶》。

## 臺南市議員
1998年以新人的姿態首度參選市議員，些微差距落選。2002年當選市議員，得票數呈倍增長，此後連選連任。王定宇和玉山網路電視執行長「魚夫」林奎佑合作，培訓網路記者，運用網際網路組織，問政形象鮮明，時而引發爭議事件。2005年獲12000餘票該選區最高票連任。
張銘清事件之後，王定宇於2008年10月23日收到黃如意簡訊邀約碰面，他赴約時有數名疑似黑道人物在場。對方表示中國大陸已經拿出懸賞金，若他再不道歉，恐怕會「消失」在世上，要求王定宇簽署一份道歉聲明。一名小弟吳奕緯並說：「向張銘清道歉，否則一槍解決你」。會面現場，黃如意捶打王定宇胸口兩拳，王定宇表示這是因為要讓他可以走出大門。黃如意事後接受臺灣臺北地方檢察署偵訊時，說當天在場人物是「幾個有正義感的臺商朋友」，也沒有恐嚇王定宇，否認這起事件跟黑道有關。
角逐立委失利後，王立刻佈局2009年的臺南市長選舉，有意更上一層樓，於臺南市長選舉中再度與賴清德競爭。2008年8月，王定宇於8月底反政府的抗議活動，同步進行參選市長的連署，並在市區重要路衝立起大型的選舉看板，決心角逐市長選舉，表明不再連任議員，並批評賴清德剛連任立委又參選市長，是違背競選時對支持者的承諾。賴清德則藉民進黨立院黨團召開記者會時，表示民進黨反對任何形式的暴力的理念。2009年1月，民主進步黨提名賴清德參選臺南市長。王定宇立即宣布投入賴的立委遺缺補選，且派出助理蔡麗青參選下屆市議員。2010年6月，王定宇參與民進黨內臺南市議員初選出線。但在2009年6月底，內政部通過了臺南縣市合併升格案後，原訂於2009年12月5日舉行的臺南縣市長選舉也因此取消。

## 立法委員

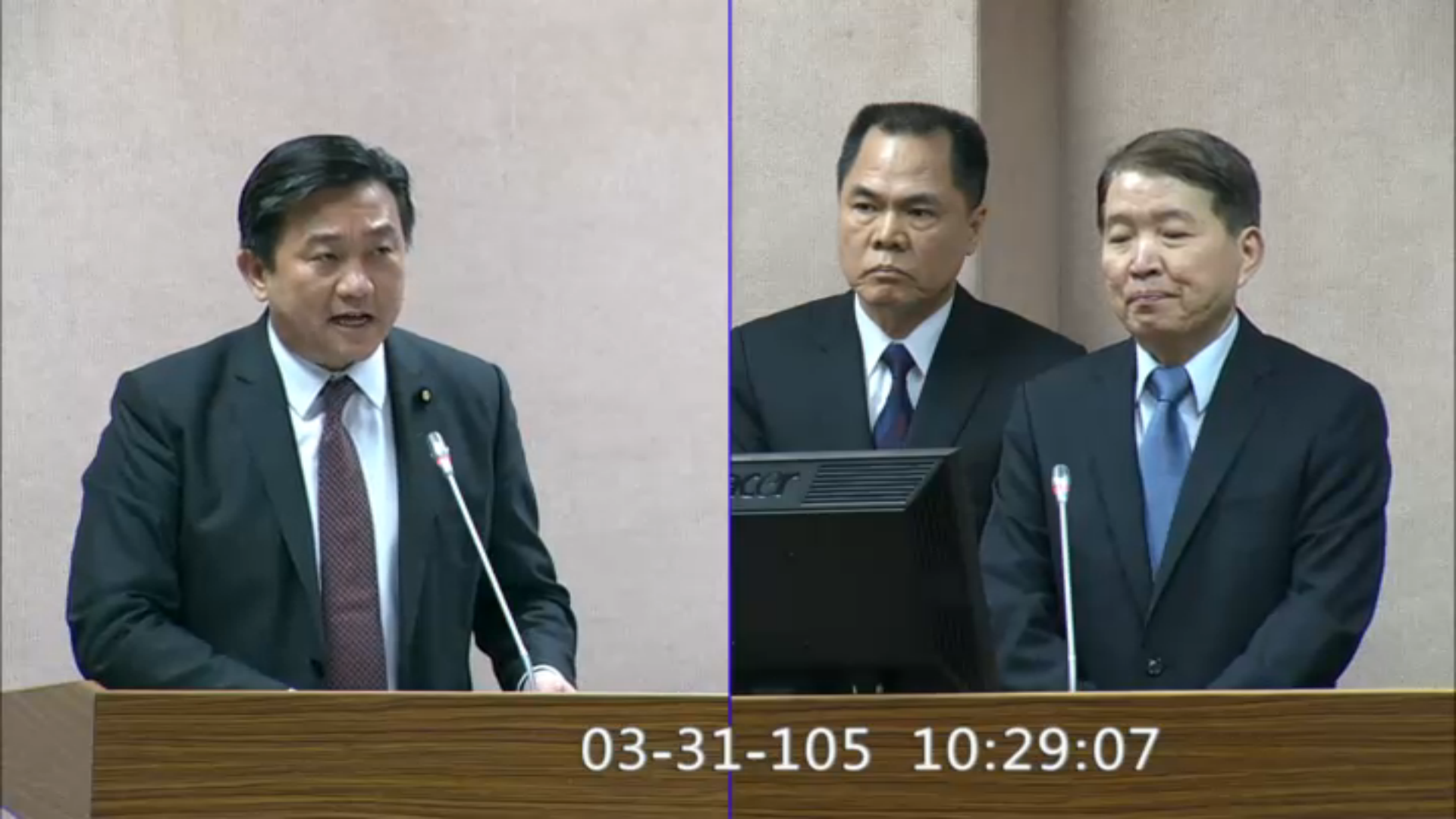
王定宇於2016年立法院外交及國防委員會質詢國防部部長高廣圻與國家安全局副局長周美伍

立法委員選舉自第七屆起，改為單一選區兩票制，單一選區僅選出一位立委名額。2005年獲得全市最高票市議員的王，在2007年積極參與第七屆立法委員初選，挑戰同黨前輩，時任立委的賴清德。由於賴清德有意參選2009年的臺南市長，卻又無意將下屆立委的名額讓與同黨有意角逐者，王對此頗不以為然，遂與賴進行黨內初選，並積極參與主持全國性的政論節目大話新聞增加曝光率。賴清德控訴王在選舉中抹黑，王反批賴所屬的新潮流欺壓同黨同志，初選的結果王以極微小差距敗於賴清德。
2011年3月10日，王定宇正式登記參與民進黨內立法委員初選，挑戰臺南市第五選區現任立委李俊毅。期間李俊毅指控，王定宇對他涉及中藥商收賄案進行負面攻擊。王定宇陣營則表示僅為質疑李俊毅三審無罪的文宣不實，並非黑函，並批評李俊毅陣營才是使用負面攻擊的始作俑者。3月22日民調結果由王定宇以32.87%的支持度獲勝。
2011年4月，《壹週刊》報導，內政部接獲檢舉，指控王定宇在八八風災期間用違法帳戶募款，部長江宜樺表示，募得的1600多萬元還有1200萬元沒有支出。4月21日， 緊急聲明指出，他被指控侵占救災款是「張飛打岳飛」！他表示，內政部長江宜樺將陳師孟「粉條兒文化協會」募款帳戶的一千二百萬元，誤植於王定宇名下，造成對他的嚴重抹黑，陳師孟與王定宇緊急要求內政部立即更正澄清，否則將對內政部提告。內政部隨後表示，這個說法是「部長口誤」，並表示是因為接到李俊毅辦公室代轉民眾檢舉。陳師孟並批評李俊毅為了選舉抹黑同志，事後又不敢承認，現在壹週刊及內政部皆證實檢舉函來自李俊毅，待事件釐清後，黨中央應開除李俊毅的黨籍。
王定宇則認為媒體的報導及內政部指控是初選恩怨導致，否認有利用個人帳戶募款，所有的帳目都清清楚楚，歡迎查證。綠色逗陣工作室負責人陳師孟則表示，「江宜樺說粉條兒公益募款帳戶是王定宇所申請、王定宇使用該帳戶募款，還說帳戶內尚剩一千二百萬元，其實是『綠色逗陣』的募款專戶，目前只剩四百萬元，江宜樺的說法完全錯誤」。4月23日在陳師孟及大批八八風災災民陪同下，赴臺灣臺南地方檢察署按鈴控告江宜樺加重誹謗，指江宜樺接受媒體採訪時刻意抹黑，事後卻只簡單聲明係「口誤」，已對他造成無可彌補的傷害。。5月19日，民進黨廉政委員會認定，王定宇遭檢舉在八八風災案涉詐欺、背信案沒有證據，決議「不予處分」。
2011年5月17日，民進黨中評會決議將王定宇及李俊毅一併停權。5月28日，陳師孟向三立新聞表示：「民進黨秘書長蘇嘉全，以及當初代理主席柯建銘，以及廉政會的主委張天欽，三巨頭把王定宇叫去，跟他講說：『八八風災的事情，我們現在覺得沒有問題。但是我們希望你自動退選。如果你自動退選的話，我們就會強力背書還你清白。』甚至有跟他講說：『我們已經幫你擬好了退選聲明。』」雖然停權處分引起部分民進黨支持者強烈不滿，但6月15日，在民進黨主席蔡英文陪同下，王定宇表示為顧全大局，宣布退選。之後民進黨改徵召陳唐山參選該區立委。
2015年3月27日，民主進步黨公布臺南市第五選舉區立委初選民調結果，王定宇以44.59%的支持率，擊敗時任市議員郭國文的22.31%，代表民主進步黨參選2016年立委選舉。最終勝選，且是該次選舉全國第一高票。後於2020年連任。

### 辭去民進黨中央常務委員
2019年8月14日，因不滿民進黨秘書長羅文嘉的中央黨部人事調整，王定宇辭去民進黨中央常務委員一職 。

## 法案與政策

### 不對稱戰力
國防部發布蔡政府任內第一本的國防報告書後，民進黨籍立委王定宇在2017年12月26日於政論節目上表示：「其中有個跟馬政府很不同的思維就是不對稱戰力，如果一個阿兵哥可以背起摧毀一台坦克車的武器，就算中國大陸擁有多許多重型坦克，依然可以獲勝。」其立論基礎為：「雖然有很多大台的坦克，但台灣路很小條，可以思考要不要買重型武器來對抗，若是用不對稱的作戰方式，也就是一個阿兵哥背著一台『紅隼』反坦克武器，同時這樣的武器臺灣能夠自己控制、製造，一個人就可以摧毀一輛坦克。」然而媒體查證後證明「紅隼」是由中科院研發製造，主要材質為纖維強化塑膠，重約5公斤可由單兵攜行，提供步兵及時火力支援，最大射程超過1200公尺，可貫穿30公分厚的磚牆或20公分厚的鋼筋強化混凝土，具400公尺以上之有效射程，使用後便可拋棄也是一大特點。

### 敏感科技保護法草案
因臺灣近年（2018年）被中國大陆竊取營業秘密的案件頻傳，為防範科技人才及技術外流，避免減弱美國科技業龍頭公司投資臺灣機會，王定宇等共16名立委提出敏感科技保護法草案，針對違反營業秘密、競業禁止規定加重刑罰，希望藉此達到保護臺灣人才與技術避免外流問題。

### 瘦肉精肉品禁入校園修法
2020年12月24日，立法院對於含萊克多巴胺豬肉輸入等相關法案進行表決，在表決關於含萊克多巴胺肉品禁入校園的《學校衛生法》修正案時包含王定宇等60位立委表示贊成民進黨團版本（即維持現有版本不需要特別立法禁止含萊克多巴胺肉品禁入校園）、45人反對、1人棄權。

### 舉發仁愛之家弊案
2005年8月，王定宇舉發臺南市政府委外經營的仁愛之家弊端重重，浮編預算圖利業者。檢方與王定宇合作，鬆懈相關人士防備。經過長期的追查，一年後檢方展開行動，聲押前社會局長、時任民政局長蔡寬裕及前市議員陳勳明，臺灣臺南地方法院羈押陳勳明，蔡寬裕交保。

## 争议事件

### 中正機場衝突事件
2005年連戰出訪中國大陆，登機前後，藍綠雙方支持群眾各有上千人到場，兩派政治立場不同的人馬大打出手，雞蛋、棍棒、石塊齊飛，場面混亂，多人掛彩。引发臺灣輿論嘩然，部份評論者甚至以「國門濺血」、「國恥」來形容，質疑警方無能或是縱容。航空警察局長遭到撤換後，輿論依然對執政當局抨擊不斷。2006年王定宇被桃園地檢署依妨害公務及重傷害等罪起訴，被判處四個月刑期、減刑二個月，得易科罰金。

### 張銘清訪臺爭議與衝突
2008年10月19日，海峡两岸关系协会副會長張銘清以廈門大學教授身分扺臺進行學術交流，由於張銘清於參訪台南時宣稱『沒有台獨就不會有戰爭』，王定宇因此透過電台節目，號召群眾在臺南縣市各景點集結包圍張銘清，表達強烈抗議。19日聚眾包圍擔仔麵餐廳，迫使張更改行程。20日在臺南藝術大學週圍抗議，要求張就三鹿奶粉污染事件向臺灣社會致歉和承认臺湾不是中国一部分，否则「在南臺灣的這3天天天都有被K的可能」。21日在臺南孔廟找到進行不公開行程的張銘清，王定宇指揮群眾往孔廟集結，結果場面失控，造成張銘清被推倒，腰部挫傷。隔日王定宇召開記者會，揚言海協會會長陳雲林訪臺時將再次發動群眾抗議，並強調抗議的訴求是為了臺灣的下一代，而張銘清則取消後續行程，在紛爭中提前離開臺灣。
10月28日，臺南市警察局第二分局依妨害秩序、強制、傷害罪移送王定宇、林進勳等7人。
10月30日，檢察官以王定宇涉嫌聚眾對張銘清脅迫且為首謀，求處有期徒刑一年二個月。檢察官蘇聰榮在起訴書中表示，王定宇等人表達對主權認知訴求，為言論自由範疇，但表達過程中竟有動手傷害並妨害他人行動自由等強暴脅迫行為，且對象是大陸海協會副會長，已造成一般社會大眾不安，影響所及，將來大陸地區人民來臺，也會擔心安危。
檢方搶在陳江會前，2天內偵結起訴王定宇，被外界質疑與陳雲林即將來臺有關。10月30日，南檢發表聲明表示，因為案情明朗單純、犯行明確，且又是社會矚目案子，既然檢方已掌握具體涉案事證，沒必要拖延結案時間，承辦檢察官辦案沒有任何立場，也未受到任何政治壓力。 
2009年9月21日，臺灣臺南地方法院一審宣判王定宇傷害罪有期徒刑4個月，得易科罰金。王定宇不服判決，提出上訴。 2010年5月，臺灣高等法院臺南分院駁回上訴，全案判決定讞。2010年6月22日，王定宇至臺南地檢署繳交罰金12.2萬元。

### 登太平島爭議
2016年1月27日，當總統馬英九宣佈前往太平島宣示主權的時候，王定宇批評馬英九「想成為國際焦點」。5月10日又批評郝柏村等人登島時，批評他們為「超危險特工RED」。2016年7月當南海仲裁案結果出爐後，太平島為被判定為「礁」後，指仲裁對臺無約束力。其後他再批評馬英九卸任前登島忙什麼，只有「鬼才知道！」，被蔡正元反駁「你才是鬼」。 後來王定宇自己在登上太平島後，稱沒反對過馬英九登島。
2016年7月19日，王定宇參與立法院外交及國防委員會前往太平島考察活動時，稱太平島是島，並無主權爭議，太平島目前安全防務都很正常，除了給駐守官兵加油打氣外，也希望國家能夠永遠保住這片國土。

### 為通過一例一休法案發生肢體衝突
2016年12月6日晚間，爭議多時的《勞基法》修正條文，在立法院強行通過「一例一休」，並刪除勞工7天假。由於當天不只院外抗議民眾吵翻天，院內立委們也在主席台上打成一團。國民黨文傳會副主委王鴻薇日前在臉書公布影片，指控民進黨立委王定宇暴勒國民黨立委陳宜民。陳宜民在12月8日也前往北檢，正式對王定宇提出傷害、殺人未遂等告訴。陳宜民表示，遭王定宇以暴力方式威逼，施暴時間將近一分鐘，造成身體多處瘀挫傷。他說，從媒體畫面可見，王定宇不停「扭打、掐脖」，且在媒體沒有拍到的時候，他的大腿甚至被王定宇試圖抬起，往高低落差超過一個人高的主席台下丟，所幸立委陳學聖及李俊俋介入阻止，否則恐將釀成不幸。
不過王定宇對此做出回應，說受傷的人其實是自己（指身上手術縫線裂開和小腿被踢傷），當天他和陳宜民在議場推擠、互相拉扯對方的手和身體，沒有揮拳或毆打，若陳宜民無理濫告，只好被動配合對其提出傷害告訴。王定宇還說，衝突過程中，他有保護同屬國民黨的立委馬文君、呂玉玲避免被壓傷，她們可以證明自己並非暴力攻擊，僅是排除霸占主席台而已。

### 潛艦國造機敏爭議
2019年，王曾在社群媒體表示自己主持關於潛艦國造進度的最高等級秘密會議，並揭露潛艦構型將採「X尾舵」3.0B版之會議內容。民國112年，由於國民黨立委馬文君遭指洩露潛艦機密，王當年的行為是否為洩密亦受檢視。王在立法院詢問國防部參事邵維揚中將，紹中將回應X尾舵之形式非屬機密。

### 分租疑雲
2021年3月9日媒體爆料與同黨發言人顏若芳疑似同居，王定宇稱是向顏以月租8000元分租套房。2人口徑一致聲稱是「分租」的房東房客關係，但醜聞曝光後，顏若芳請假一週，並宣稱房子不再外租；而王定宇則是照常上班，並在一週後向妻子與顏若芳道歉。

### 遭中共中央台辦列為臺獨頑固分子
2024年8月7日，中共中央台辦其在官方網站新增依法懲治「臺獨」頑固分子的網頁特區，其中特別置頂了「臺獨」頑固分子清單，王定宇等10人的名字列入其中。对此王定宇表示他認為“把臺灣混淆成中國一部分違背事實”。

## 個人生活
《鏡週刊》報導王定宇與顏若芳於同一宅邸進出，並以標題指兩人之間為地下情。對此，雙方均表示只是房東房客的關係。顏說道該房間是以八千元為租金租予王，且顏甚至送早餐及載運王，但王認為太過高昂而退租。
台灣民眾黨籍的何景榮教授在臉書粉專上以「兲（音同天）千房客」描述此事，遭顏以性騷擾提告。台北地方法院表示「兲」字並無貶意，且網路上容易找到用「王八千」代稱王定宇。法官最終認為何之言論不帶性暗示或是隱喻女性性器官等貶低顏若芳人格，裁定顏敗訴。

## 獲獎及榮譽
王定宇2016年獲選為國立武陵高級中學傑出校友，於隔年校慶參與表揚。

## 選舉紀錄
| 年度 | 選舉屆數               | 選舉區                          | 所屬政黨   | 得票數  | 得票率 | 當選標記   | 備註 |
| ---- | ---------------------- | ------------------------------- | ---------- | ------- | ------ | ---------- | ---- |
| 1998 | 第十四屆臺南市議員選舉 | 臺南市第一選舉區                | 民主進步黨 | 3,176   | 4.94%  |            |      |
| 2002 | 第十五屆臺南市議員選舉 | 臺南市第一選舉區                | 民主進步黨 | 5,657   | 9.86%  |            |      |
| 2005 | 第十六屆臺南市議員選舉 | 臺南市第一選舉區                | 民主進步黨 | 12,661  | 16.24% |            |      |
| 2010 | 第一屆臺南市議員選舉   | 臺南市第十四選舉區              | 民主進步黨 | 15,640  | 16.70% |            |      |
| 2016 | 第九屆立法委員選舉     | 臺南市第五選舉區 （2010－2016） | 民主進步黨 | 153,553 | 72.05% | 全國最高票 |      |
| 2020 | 第十屆立法委員選舉     | 臺南市第六選舉區                | 民主進步黨 | 116,174 | 58.85% | 選舉區重劃 |      |
| 2024 | 第十一屆立法委員選舉   | 臺南市第六選舉區                | 民主進步黨 | 89,235  | 46.91% |            |      |

## 外部連結
- 王定宇向您報告–定宇服務處資訊網 （页面存档备份，存于）（中文）
- 王定宇的Facebook專頁（中文）
- 台南定宇的Plurk專頁（中文）

王定宇instagram:https://www.instagram.com/tingyu_wang1969/
1. ↑  對外以“国务院台湾事务办公室”為名。